# Фёдоров, Михаил Владимирович
Михаи́л Влади́мирович Фёдоров (1 января 1916 — апрель 2004) — советский разведчик-нелегал, полковник внешней разведки в отставке.

## Биография
Родился 1 января 1916 года в семье питерского рабочего в городе Колпино рядом с Петроградом. Отец работал на Ижорском заводе, мать была простой домохозяйкой. В 1922 году семья переехала в город Ямбург (ныне Кингисепп). В этом городе прошли все юношеские годы Михаила Владимировича.
С детства он увлекался спортом, поэтому в 1935 году поступил на учёбу в Ленинградский институт физической культуры и спорта имени П. Ф. Лесгафта.
1 сентября 1939 года после окончания института Михаил Владимирович был зачислен на службу в 5 управление РККА (военная разведка). Михаила готовили к нелегальной работе. Было запланировано, что в конце июня 1941 года он будет нелегально переброшен в Польшу, но планы были разрушены войной. В конце июля 1941 года он был направлен в распоряжение разведотдела штаба Западного фронта в район Вязьмы. Далее была переброска за линию фронта. В общей сложности за линией фронта Михаил был 27 месяцев. В 1944 году он был отозван в Москву в распоряжение ГРУ.
После необходимой переподготовки Михаил Владимирович был направлен на нелегальную работу в Англию. Через полгода он был возвращён в Москву и переведён на работу в Комитет информации при Совете Министров СССР (внешняя разведка). Здесь он знакомится со своей будущей женой Г. И. Фёдоровой (Маркиной). В дальнейшем супруги получили оперативные псевдонимы Сепа и Жанна. В дальнейшем Михаил Владимирович вместе со своей супругой провёл более 15 лет на нелегальной работе в Бельгии. Ими было проведено более 300 конспиративных встреч, состоялось более 200 радиосеансов с Москвой, по другим каналам в Центр было передано более 400 важных секретных материалов. Одно время у них на связи был высокопоставленный сотрудник НАТО. Затем были многочисленные совместные командировки за рубеж для выполнения разведывательных заданий.
Михаил Владимирович был награждён: орденами Красного Знамени, Отечественной войны I и II степени, Дружбы народов, двумя орденами Красной Звезды, многими медалями, а также нагрудными знаками «Почётный сотрудник госбезопасности» и «За службу в разведке».
Умер в апреле 2004 года.

## Книги
- Галина Фёдорова, Михаил Фёдоров. Будни разведки. Воспоминания нелегалов. — М.: ДЭМ, 1994. — ISBN 5-85207-057-2
- Михаил Фёдоров, Галина Фёдорова. Вся жизнь конспирация. История семьи нелегалов. — М.: ОЛМА-ПРЕСС Образование, 2002. — ISBN 5-94849-008-4